# Шкурин, Виктор Георгиевич
Виктор Георгиевич Шку́рин (укр. Шкурин Віктор Георгійович; 5 января 1932 — 26 октября 2020) — советский и украинский режиссёр документального кино. Народный артист Украины (2002).

## Биография
Родился 5 января 1932 года в Жданове в семье рабочего. Окончил Одесское мореходное училище (1957) и режиссёрский факультет ВГИКа (1965).
Работал диспетчером и начальником порта на Шпицбергене, находился на комсомольской работе.
С 1964 года — режиссёр «Укринохроники».
Член Национального союза кинематографистов Украины.
Умер на 89-м году жизни 25 октября 2020 года. Был кремирован, прах похоронен в колумбарии Байкового кладбища.

### Семья
Сын — Шкурин Игорь Викторович (р. 1956) — украинский актер, режиссёр.

## Фильмография
Эпизодические роли в фильмах:
- «Я шагаю по Москве» (1963)
- «Расколотое небо» (1979)

Создал ленты:
- «Двое из мартена»,
- «Запорожец на Олимпе»,
- «Десант в бессмертие»,
- «Жена Красного Креста» (1965),
- «Киев—66» (1966),
- «Параска Бида и добрые люди» (1967, Диплом зонального смотра в Киеве, 1968),
- «В нелетную погоду» (1968, Диплом Лейпцигского международного кинофестиваля),
- «Год рождения 1918» (1968),
- «Украинский квартал» (1969),
- «Эстафета мужества» (1971),
- «О дружбе поет Украина» (1974, в соавт. сцен.),
- «Советский характер» (1988, т/ф),
- «Быть или не быть» (1985),
- «Разделю твою боль» (1989),
- «Азовское море, спаси и помоги» (1992),
- «Июльские грозы» (дилогия «Забастовка», 1990 и «Выброс», 1992),
- «Жезлы Меркурия» (1997, соавт. сцен.),
- «Леонид Кравчук. Избрание судьбы» (2003, в соавторстве с А. И. Фроловым) в документальном цикле «Избранные временем»,
- «Красный ренессанс» (2004, в соавт. с А. И. Фроловым),

а также художественный фильм «Платон мне друг» (1980, Диплом зрительского жюри VI Республиканского кинофестиваля, Жданов, 1981).

## Награды и премии
- заслуженный деятель искусств УССР (1976)
- народный артист Украины (2002)[2]
- Государственная премия Украины имени Тараса Шевченко (1993) — за документальную кинодилогию «Июльские грозы» («Стачка», «Выброс»)
- орден Трудового Красного Знамени